# Latimerija
Latimerija (lat. Latimeria) je rod riba koji spada u resoperke (lat. Coelacanthiformes). Evidentirane su dvije živuće vrste roda za koji se smatralo da je nestao prije 65 milijuna godina. Raspored kostiju latimerije u prsnim perajama isti je kao u prednjim udovima gmazova što ih čini bližim srodnicima kopnenih kralježnjaka nego riba i objašnjava podrijetlo prvih kopnenih kralježnjaka. Osim škrga, za disanje koriste i zračni mjehur. Ženke rađaju žive mladunce koji su odmah sposobni za samostalan život. Trudnoća im traje 13-15 mjeseci.  
Rod je znanstvenicima bio poznat iz fosilnih zapisa i znalo se da je evoluirao prije otprilike 400 milijuna godina. Prvi živući primjerak L. chalumnae blizu istočne obale južne Afrike otkrila je 1938. godine Marjorie Courtnay-Latimer. Pretpostavlja se da oko 500 preostalih jedinki ove vrste živi u zapadnom Indijskom oceanu. Na Komorima se koža ove ribe koristi kao brusni papir. 1998. godine biolozi su u Indoneziji otkrili i drugu vrstu roda, Latimeria menadoensis. Latimerija je dugo bila smatrana tzv. živim fosilom, međutim novija istraživanja pokazuju da, iako su vrste povezane sa svojim prastarim predcima, one nisu preživjele do današnjeg doba bez ikakvih promjena te u takvom obliku nisu dio fosilnih zapisa. Obje vrste su ugrožene. 